# Soria (tartomány)
Soria egy tartomány Spanyolországban, Kasztília és León autonóm közösségben.